# Пришибська сільська рада (Кременчуцький район)
Пришибська сільська рада — колишній орган місцевого самоврядування в Кременчуцькому районі Полтавської області з центром у селі Пришиб. Кількість мешканців на 2001 рік - 1444.

## Населені пункти
1. с. Пришиб
2. с. Єристівка
3. с. Роботівка

## Влада
Загальний склад ради - 16  
Сільські голови
- Городянко Валентина Іванівна

31.10.2010 - зараз
- Робота Віталій Остапович

26.03.2006 - 31.10.2010